# توم زاكس
توم زاكس (بالإنجليزية: Tom Sachs)‏ هو فنان أمريكي، ولد في 26 يوليو 1966 في نيويورك في الولايات المتحدة.